# 阿卜杜拉国王体育城体育场
阿卜杜拉國王體育城體育場，舊稱阿卜杜拉·本·阿卜杜勒-阿齊茲王子體育場，是一座位於沙特阿拉伯布賴代的多功能體育場，現在是沙特阿拉伯職業足球聯賽艾塔亞文足球會和阿爾拉伊德足球會的主場，容納人數25,000人。

## 外部連結
- Stadium information （页面存档备份，存于）
- StadiumDB page （页面存档备份，存于）